# وزارت دفاع ملی یونان
وزارت دفاع ملی یونان (انگلیسی: Ministry of National Defence) سازمان کابینه غیرنظامی مسئول مدیریت نیروهای مسلح یونان است که رهبر آن طبق قانون اساسی (ماده ۴۵) رئیس‌جمهور است، اما اداره آن فقط توسط نخست‌وزیر و دولت یونان انجام می‌شود. این سازمان در خیابان مسوگیون، در اردوگاه پاپاگوس در آتن، بین پاپاگوس و هولارگوس واقع شده است.
وزارت دفاع ملی یونان امروزه، طبق تصمیم نخست وزیر، از نظر سلسله مراتبی در رتبه‌بندی وزارتخانه‌ها در رتبه سوم قرار دارد. بالاترین مقام در تاریخ این وزارتخانه، دومین مقام، پس از وزارت ریاست دولت، در آخرین دولت آندریاس پاپاندرو (۱۹۹۳–۱۹۹۶) بود.
از ۲۷ ژوئن ۲۰۲۳، وزیر دفاع ملی نیکوس دندیاس است.